# Музыкальный музей Македонии
Музыкальный музей Македонии — музей в Салониках, Греция, открытый в 1984 году греческим композитором Стелиолосом Копсахилисом, который подарил свою музыкальную коллекцию «Историко-этнографическому обществу Халкидики». Музей временно размещался в помещении этого общества, пока не получил постоянное здание в 1997 году.
Экспозиция музея включает в себя музыкальный материал Македонии, а также европейских стран. Македонская коллекция состоит из традиционных инструментов, фотографий музыкантов, записи византийской и народной музыки, книг и сцен из музыкальных спектаклей, изображений древнегреческой керамики. В свою очередь европейская коллекция включает музыкальные инструменты, музыкальные награды и монеты, имеющие отношение к музыкальной тематике.
Музей организует временные выставки в Салониках и в других городах Греции.